# Kurt Sowinetz
Kurt Sowinetz (né le 26 février 1928 à Vienne, mort le 28 janvier 1991 dans la même ville) est un acteur et chanteur autrichien.

## Biographie
Après une formation d’acteur et des rôles dans quelques films, Kurt Sowinetz est engagé au Volkstheater de Vienne en 1955 puis plus tard au Theater in der Josefstadt et au Burgtheater.
Auparavant il avait aussi joué dans des cabarets avec Helmut Qualtinger et Walter Kohut. Par ailleurs, il est aussi chanteur. L'album Alle Menschen san ma zwider est numéro un des ventes autrichiennes en 1973.

## Discographie
- Alle Menschen san ma zwider (1972)
- Hallelujah, der Huat brennt (1974)
- Baron Karl
- Bei die Schrammeln
- Blues von den Tabus (1977)
- Sowiesowinetz (1981)
- Da Jesus und seine Hawara (Wiener Evangelium)
- Es ist alles ned wahr (Kurt Sowinetz singt Couplets von Ferdinand Raimund und Johann Nestroy) (1979)
- I und mei Team
- Moritaten (avec Helmut Qualtinger)
- Sodom und Andorra
- Wiener Bezirksgericht 1 & 2

## Filmographie
- 1950: Das vierte Gebot
- 1951: Gangsterpremiere
- 1952: Abenteuer im Schloß
- 1963: Warten auf Godot (TV)
- 1965: Lumpazivagabundus
- 1965: Der Himbeerpflücker
- 1967: Kurzer Prozess (de)
- 1971: Das falsche Gewicht
- 1972: Die Abenteuer des braven Soldaten Schwejk (de)
- 1976: Bomber & Paganini
- 1977: Die Standarte
- 1978: Lemminge
- 1981: Le Renard - Die Ratte (Série TV)
- 1982: Der Narr von Wien (de)
- 1986: Welcome in Vienna
- 1989: Inspecteur Derrick - Un tout petit truand (Série TV)